# Grimmia horrida
Grimmia horrida là một loài Rêu trong họ Grimmiaceae. Loài này được J. Muñoz & Hespanhol mô tả khoa học đầu tiên năm 2009.